# Îngeri cu fețe murdare
Îngeri cu fețe murdare (titlu original în limba engleză: Angels with Dirty Faces) este un film american din 1938 regizat de Michael Curtiz și produs de  Samuel Bischoff. Rolurile principale au fost interpretate de actorii James Cagney, Pat O'Brien, The Dead End Kids, Humphrey Bogart, Ann Sheridan și George Bancroft.

## Distribuție
- James Cagney - gangsterul William "Rocky" Sullivan
- Pat O'Brien - părintele catolic Jerry Connolly, interpretat de William Tracy la vârsta adolescenței.
- The Dead End Kids - Soapy (Billy Halop), Swing, Bim, Pasty, Crab și Hunky
- Humphrey Bogart ca Jim Frazier, un avocat asociat crimei organizate. Îi datorează lui Rocky 100.000 de dolari.
- Ann Sheridan ca Laury Martin, iubita lui Rocky, interpretată de Marilyn Knowlden  la vârsta adolescenței.
- George Bancroft ca Mac Keefer, un om de afaceri și antreprenor municipal sociat cu Frazier.
- Emory Parnell ca ofițerul McMann

## Producție
Filmările au început în iunie 1938 la studiourile Warner și s-au terminat în august.  

## Primire
Filmul a avut trei nominalizări la Premiile Oscar din 1939: pentru cel mai bun regizor - Michael Curtiz, pentru cel mai bun actor în rol principal - James Cagney și pentru cea mai bună poveste originală - Angels With Dirty Faces de Rowland Brown.